# Турівка (селище)
Турівка — селище Калуського району Івано-Франківської області. Входить до складу Перегінської селищної громади.

## Населення
Станом на 2024 рік у селі нараховується 23 хати, 18 з яких закинуті. Мешкає у Турівці 8 людей — двоє чоловіків працездатного віку та шестеро пенсіонерів.
| Україна | Це незавершена стаття з географії України. Ви можете допомогти проєкту, виправивши або дописавши її. |